# Descanso en la huida a Egipto (Murillo)
Descanso en la huida a Egipto es un cuadro del pintor Bartolomé Esteban Murillo, datado hacia 1665, que se encuentra en el Museo del Hermitage de San Petersburgo, pinacoteca rusa donde ingresó en 1769, procedente de la colección de Jean-Louis Gaignat, en París.
El cuadro representa el motivo clásico en la iconografía cristiana, del episodio del alto, o la parada en la huida de la Sagrada Familia durante su viaje a Egipto.
Angulo, en su Catálogo crítico, menciona dos versiones del Descanso en la huida a Egipto , ésta del Ermitage y otra en la colección Strafford, en Wrotham Park; mientras en la 'inglesa' el artilugio elegido para conservar el agua fue una calabaza del peregrino -o calabaza vinatera-, en la del museo ruso, Murillo pinta un botijón o tonel -aquí sin asas-, una especie de cantimplora de barro, opcionalmente forrada de cuero para defenderla de pequeños golpes. Aparece en el pequeño bodegón que Murillo construye debajo del niño dormido, junto a unas alforjas de paño, un sombrero de paja y el hatillo de enseres.
Es una escena despojada de todo dramatismo, casi festiva salvo por la iluminación, uno de los ambientes familiares que el pintor imponía en su personal interpretación de los personajes divinos.